# Exergia
L'exergia és la porció de l'energia que és útil. És a dir, l'energia que es pot utilitzar en un sistema. Més tècnicament es podria dir que l'exergia d'un sistema que està a un estat 'A' en presència d'un medi en un estat 'B' és el treball màxim que hi ha posat en joc al procés termodinàmic d'interacció A -→ B.
L'exergia d'un sistema no és una propietat termodinàmica en sentit estricte: no sols depèn del seu estat, sinó també del medi ambient. Per exemple: una massa d'aigua a 50 °C disposa de més exergia a l'hivern que a l'estiu.